# Керівні принципи ООН з бізнесу та прав людини
Керівні принципи Організації Об'єднаних Націй з питань бізнесу та прав людини (UNGP) — документ, що складається з 31 принципу, що реалізує основи ООН "Захист, повага та засіб захисту" з питань прав людини та транснаціональних корпорацій та інших підприємств. Розроблені Спеціальним представником Генерального секретаря (СПГС) Джоном Раггі, ці Керівні принципи забезпечили перший глобальний стандарт для запобігання та вирішення ризику негативних наслідків для прав людини, пов'язаних з діловою діяльністю, і продовжують забезпечувати міжнародно визнану базу для підвищення стандартів та практики стосовно бізнесу та прав людини. 16 червня 2011 р. Рада ООН з прав людини одноголосно схвалила Керівні принципи бізнесу та прав людини, зробивши основу першою ініціативою щодо корпоративної відповідальності за права людини, яку схвалила ООН .
Керівні принципи охоплюють три основи:
1. Державний обов'язок захищати права людини
2. Корпоративна відповідальність за дотримання прав людини
3. Доступ до засобів захисту для жертв зловживань, пов’язаних з бізнесом

Керівні принципи отримали широку підтримку з боку держав, організацій громадянського суспільства і навіть приватного сектору, що ще більше зміцнило їх статус ключової глобальної основи для бізнесу та прав людини. Вони неофіційно відомі як "Принципи Раггі" або "Рамки Раггі" завдяки їх авторству Раггі, який задумав їх і керував процесом їх консультацій та реалізації.

## Історія
Джон Раггі, спеціальний представник Генерального секретаря ООН та автор Керівних принципів ООН з бізнесу та прав людини.
Керівні принципи стали результатом кількох десятиліть зусиль ООН щодо створення глобальних стандартів прав людини для бізнесу. На початку 1970-х Економічна і Соціальна Рада ООН просила Генерального секретаря створити комісію для вивчення впливу транснаціональних корпорацій (ТНК) на процеси розвитку та міжнародні відносини. ООН створила Комісію з транснаціональних корпорацій у 1973 р. З метою формування корпоративного кодексу поведінки ТНК. Робота Комісії продовжувалась на початку 1990-х років, але в кінцевому підсумку група не змогла ратифікувати прийнятний кодекс через розбіжності між розвиненими країнами та країнами, що розвиваються.  Група була розпущена в 1994 році. Дискусія щодо відповідальності бізнесу щодо прав людини стала помітною в 1990-х роках, коли нафтові, газові та гірничодобувні компанії розростались у дедалі складніші райони, а також практика офшорного виробництва одягу та взуття звертали увагу на погані умови праці у світових ланцюгах поставок. [3] Виходячи з цих проблем, було створено дві основні ініціативи.
У серпні 1998 року Підкомісія ООН з питань сприяння та захисту прав людини створила Робочу групу з транснаціональних корпорацій. Робоча група також намагалася створити стандарти зобов'язань корпорацій щодо прав людини. До 2003 року вони завершили остаточний проєкт «Норми відповідальності транснаціональних корпорацій та інших підприємств, що стосуються прав людини» (Норми) . Хоча Норми отримали підтримку від деяких НУО, таких як Центр Європи-Третього Світу (CETIM) або Міжнародна амністія, документ зустрів значний спротив з боку ділового сектору, і Комісія з прав людини в кінцевому підсумку визначила в 2004 році, що рамки не мають юридичної стоячи. [5]
У 2005 році, намагаючись подолати дискусію щодо розбіжностей щодо відповідальності бізнесу за права людини, Комісія з прав людини звернулася з проханням призначити Спеціального представника Генерального секретаря (СПГС) з питань прав людини та ТНК  . У липні 2005 р. Професор Гарварда Джон Раггі був призначений на цю посаду на початковий дворічний період, який потім був продовжений ще на рік. У 2008 році, після завершення свого першого трирічного мандату, Раггі подав Раді ООН з прав людини "Захист, повагу та засіб захисту" як концептуальний спосіб закріпити дискусію. Ця структура визначала обов'язок держави щодо захисту від зловживань правами людини, пов'язаних з бізнесом, відповідальність компаній за дотримання прав людини та необхідності посилення доступу до належних та ефективних засобів захисту для жертв зловживань, пов'язаних з бізнесом. Рада з прав людини привітала звіт Раггі та продовжила його мандат до 2011 року із завданням "оперувати" та "просувати" рамки.  Рада з прав людини попросила Раггі дати конкретні рекомендації щодо того, як держава може запобігти зловживанням з боку приватного сектору, детальніше розглянути сферу корпоративної відповідальності та вивчити варіанти ефективних засобів правового захисту, доступних для тих, чиї права людини пов´язані з корпоративною діяльністю. 
Протягом наступних трьох років Раггі проводив великі консультації з групами зацікавлених сторін, включаючи уряди, бізнес та НУО. Раггі мав намір створити "авторитетну координаційну точку, навколо якої можуть сходитися очікування акторів - рамки, що уточнюють відповідальність відповідних суб'єктів та забезпечують основу, яку мислення та дії можуть будувати з часом". Результатом роботи Раггі стали Керівні принципи ООН з бізнесу та прав людини, які він представив Раді з прав людини у червні 2011 року. Раггі стверджував, 
Нормативний внесок Керівних принципів полягає не у створенні нових міжнародних правових зобов'язань, а в розробці наслідків існуючих стандартів та практики для держав та підприємств; інтегрування їх в єдиний, логічно цілісний і всебічний шаблон; і виявлення того, де нинішній режим не спрацьовує і як його можна вдосконалити.
Рада з прав людини одноголосно схвалила Керівні принципи, створивши тим самим перший глобальний стандарт з цієї тематики.
У червні 2011 року Рада з прав людини прийняла Резолюцію 17/4, вона визнала офіційне закінчення мандату Раггі як СПГС з прав людини, ТНК та інших підприємств, і одноголосно схвалила Керівні принципи, зробивши їх авторитетним глобальним орієнтиром на бізнес та права людини. Крім того, Рада створила робочу групу, яка мала зосередитися на глобальному розповсюдженні та імплементації Керівних принципів. УВКПЛ надає постійну підтримку та поради Робочій групі, яка складається з п’яти незалежних експертів, зі збалансованим регіональним представництвом, протягом трьох років. Нинішніми членами робочої групи є Майкл Аддо, Олександра Гуакета, Маргарет Юнгк, Пуван Селванафан та Павло Суляндзіга. Перший Форум з питань бізнесу та прав людини відбувся 4–5 грудня 2012 р. У Женеві, Швейцарія .

## Три стовпи[8]

### Обов'язок держави захищати права людини
Першим стовпом Керівних принципів є обов'язок держави захищати від порушень прав людини шляхом регулювання, вироблення політики, розслідування та забезпечення виконання. Цей стовп підтверджує існуючі зобов'язання держав відповідно до міжнародного права прав людини, як це викладено в Загальній декларації прав людини 1948 року

#### Проблеми в районах, що постраждали від конфлікту
Сфера, яка була предметом пильної уваги за першим стовпом, стосується забезпечення поваги до прав людини та їх дотримання бізнесом в зонах конфліктів, відповідно до керівного принципу 7. Першим очевидним питанням цього принципу є тлумачення терміна "зони конфлікту". Ця термінологія була використана СПГС, щоб відобразити намір розширити охоплення принципів за межі визначень збройних конфліктів у міжнародному гуманітарному праві. Визначаючи застосування принципу 7, слід враховувати межі гнучкого визначення, які використовуються Керівними принципами як інструмент м'якого права, а також характер принципу, заснований на керівних принципах [12]. Там, де виникає питання з тлумаченням принципу 7, полягає в тому, які типи конфліктів слід залишити поза принципом.
Інша зона невизначеності, що існує, полягає у співвідношенні між «грубими зловживаннями» та «зонами, що постраждали від конфлікту», що безпосередньо впливає на застосовність принципу 7 до серйозних порушень у зонах конфлікту, що вимагають дії батьківських країн для впливу на компанії, що працюють у цій зоні. Грубі порушення прав людини відбуваються як у районах конфлікту, так і в районах, відсутніх для конфлікту, таких як репресивні держави та диктатури. Тут визнається питання, чи застосовується принцип 7 до грубих зловживань у районах, що не постраждали від конфлікту. Крім того, чи має принцип 7 однакове застосування в демократичних, авторитарних та гнобительних державах, коли грубі зловживання виникають внаслідок конфліктів, чи це застосування принципів залежить від того, що держава втрачає контроль над своєю територією [12].

### Корпоративна політика відповідальності
Підприємства повинні діяти з належною ретельністю, щоб уникнути порушення прав інших людей та вирішити будь-які негативні наслідки. Керівними принципами передбачається, що компанії мають право впливати практично на всі міжнародно визнані права. Отже, як держава, так і приватний сектор зобов’язані визнати свою роль у підтримці та захисті прав людини. Проводячи належну перевірку, згідно Керівним принципам компанії проводять Оцінку впливу на права людини, за допомогою якої вони оцінюють їх фактичний та потенційний вплив на права людини. [2]

### Доступ до засобів правового захисту, якщо ці права не дотримуються
Третій стовп стосується як відповідальності держави забезпечити доступ до засобів правового захисту за допомогою судових, адміністративних та законодавчих засобів, так і корпоративної відповідальності за запобігання та усунення будь-яких порушень прав, яким вони сприяють. Наявність ефективних механізмів розгляду скарг має вирішальне значення для виконання обов'язку держави захищати та корпоративної відповідальності поважати. Керівні принципи диктують, що несудові механізми, незалежно від того, на державі чи незалежні, повинні бути законними, доступними, передбачуваними, сумісними з правами, справедливими та прозорими. Подібним чином, механізми на рівні компанії заохочуються діяти шляхом діалогу та взаємодії, а не з компанією, яка виконує функції судді у власних діях. [3]

#### Проблеми з доступом до національних засобів правового захисту
Питання, порушене з третім стовпом Керівних принципів, полягає у проблемі забезпечення ефективних засобів правового захисту для жертв, зокрема, судових засобів захисту для жертв транснаціональних корпорацій, що діють у більш ніж одній державі. Реджі зазначає, що Керівні принципи ефективніше виявляють недостатній доступ до судового захисту, ніж його фіксація. [13] Він стверджує, що там, де керівні принципи не відповідають, є те, що вони мають на меті виявити перешкоди та заохотити держави долати їх, але не забезпечують, щоб це відбувалося на практиці. Керівні принципи не змогли визнати дисбаланс влади з точки зору ресурсів та інформації між жертвами корпоративних зловживань та самим бізнесом [14]. Інше питання стосується Коментару до Керівного принципу 2, який передбачає, що державам походження "дозволено" вживати заходів, що забезпечують доступ до засобів правового захисту. Цю мову піддали жорсткій критиці за боязкість і однозначність, коли жертви зловживань з боку транснаціональних корпорацій регулярно стикаються з непереборними перешкодами для правових засобів у приймаючій державі та не мають іншого місця, де можна звернутися за допомогою. Тут Керівні принципи не змогли чітко надати чітких вказівок щодо того, як орієнтуватися на процедурних та суттєвих бар'єрах засобів правового захисту в країні, а також не змогли детально розглянути "прогалини в управлінні", щоб допомогти національним державам запровадити механізми, що гарантують, що їхні корпорації не порушують прав людини за кордоном. [15] Крім того, коментатори також висловили занепокоєння з приводу надмірного акцентування уваги на несудових та добровільних механізмах, які не гарантують жертвам достатнього захисту від порушень прав людини, пов'язаних з бізнесом. Пропонується те, що в Керівних принципах повинні бути встановлені комплексні засоби правового захисту, які мають юридичну силу та відповідають зобов’язанням держав та підприємств щодо прав людини як у приймаючій, так і в домашній державі. Ефективна місцева спроможність є найкращим варіантом гарантувати загальний доступ до цивільних судових засобів захисту в довгостроковій перспективі.

## Відгук та імплементація
Керівні принципи користуються широким поширенням та підтримкою як державного, так і приватного секторів, і кілька компаній публічно заявили про свою підтримку. Наприклад, компанія Coca-Cola "рішуче схвалила" Керівні принципи, назвавши їх "основою та гнучкими рамками для компаній, таких як наша" [16], а General Electric писала, що Керівні принципи "допомогли з'ясувати різні взаємопов'язані ролі та обов'язки держав та суб’єктів господарювання у цій галузі "і що вон, без сумніву, слугуватимуть тривалим маяком для суб’єктів господарювання, які прагнуть (розвивати) свої послуги та пропозиції товарів, поважаючи права людини". [17] [18] [19] Керівні принципи також стикалися з критикою, зокрема з боку правозахисних НУО, таких як Human Rights Watch, які стверджують, що відсутність механізму правозастосування, "вони насправді не можуть вимагати від компаній взагалі що-небудь робити. Компанії можуть взагалі відкинути принципи без наслідків - або публічно прийняти їх, не роблячи абсолютно нічого, щоб застосувати їх на практиці »[20].
UNGP створили уроки з міжнародного права, зокрема щодо ролі недержавних суб'єктів у міжнародному праві, а також зростаючого значення джерел м'якого права. [21] Успіх UNGP може бути пов'язаний з роллю недержавних суб'єктів, особливо в цьому контексті, лобіюванням ділової спільноти. Вплив UNGP свідчить про те, що розробка норм міжнародного права, таких як норми, що стосуються дипломатії та міжнародних організацій, буде продовжувати спиратися на внески державних суб'єктів. Однак розвиток у таких сферах, як міжнародне економічне право та міжнародне екологічне право, які безпосередньо впливають на недержавні суб'єкти, може вимагати іншого підходу від традиційного державоцентричного процесу та спиратися на спостереження та внески недержавних суб'єктів, якщо діють закони мають бути створені в цих районах.

## Юридичний документ
Незважаючи на підтримку державного та приватного секторів, деякі зацікавлені сторони сумнівались, чи встановлюють UNGP достатньо високі стандарти для бізнесу, аргументуючи це тим, що приватний сектор повинен мати "зобов'язання" реалізовувати права, а не просто "відповідальність". Інші стверджували, що UNGP потрібен всеохоплюючий механізм підзвітності, який міг би зробити основу юридично правовою [5]. Однак прихильники захищають UNGP за те, що вони набрали набагато більше консенсусу, ніж будь-яка попередня спроба створити глобальний стандарт прав людини та бізнесу.
Проте дискусія щодо достатності добровільного підходу м'якого права, який лежить в основі Керівних принципів, знову відкрилася у вересні 2013 року, коли Еквадор за підтримки 84 урядів запропонував обов'язковий правовий інструмент для діяльності ТНК з метою "забезпечити належний захист, справедливість та засоби правового захисту. жертвам порушень прав людини, безпосередньо спричинених або пов'язаних з діяльністю деяких транснаціональних корпорацій та інших підприємств ". [24] Заклик підтримали понад 530 організацій громадянського суспільства (ОГС) [25], а в червні 2014 року за підтримки більшості Ради ООН з прав людини, яка погодилася створити міжурядову робочу групу відкритого складу, уповноважену розробляти зобов'язальний документ. [26]

### Сфера дії
Проблема, порушена Реггі щодо запровадження юридично обов'язкового міжнародного договору про бізнес та права людини, визначає сферу та масштаби такого документа. Одна з позицій полягає в тому, що договір був би більш ефективним, ніж UNGP, у конкретних сферах бізнесу та прав людини. Наприклад, договір може прямо посилатися на права корінних народів або визнавати трудові права, крім тих, що встановлені в UNGP. [27] І навпаки, Реггі вже давно ілюструє своє рішуче заперечення проти будь-якої спроби закріпити весь комплекс питань бізнесу та прав людини в єдиному всеосяжному міжнародно-правовому документі [13]. Його пояснення полягає в тому, що бізнес та права людини включають широкий спектр різноманітних проблем, юридичних та інституційних змін, а також суперечливі інтереси між державами та всередині них. Більше того, загальний діловий договір та договір про права людини повинні бути побудовані на такому високому рівні абстракції, щоб будь-яка практична придатність була б зменшена [13]. У цьому сенсі UNGP є більш сприятливими, оскільки інструмент "м'якого права" дозволяє їм бути всебічними та більш привабливими для урядів.

### Взаємозв'язок з керівними принципами
Перспектива юридично зобов'язуючого договору викликає питання щодо потенціалу напруженості між запропонованим зобов'язуючим документом та УНГП та забезпечення процесу укладання договорів не підриває прогрес, досягнутий в рамках ООНГП. Скептики всеохоплюючого зобов'язуючого договору наголошували на необхідності визнання ризику, пов'язаного з поганим договором, який створив би такі питання з точки зору громадянського суспільства, як наявність принципів, які можуть широко узгоджуватись державами, але бракує чіткості того, що вони вимагають на практиці. І навпаки, інші стверджували, що зобов’язуючий документ у поєднанні з іншими ініціативами, такими як UNGP, сприятиме подальшому розвитку міжнародного права в цій галузі, оскільки він буде доповнювати існуючі документи. У цій перспективі запропонований договір є лише одним із аспектів всеосяжної комплексної системи, спрямованої на регулювання бізнесу та прав людини

### Виконання
Ще одне фундаментальне питання, яке було порушено, полягає в тому, як такий договір буде виконуватися, оскільки неадекватне виконання виділяється як головний недолік UNGP. Реджі, роздумуючи, ставить питання, чи реальною перспективою буде створення міжнародного суду для корпорацій чи такий договір може бути забезпечений державами. У своєму аналізі Реггі виступив на стороні першого, підкресливши, що там, де держава ратифікує договір, вона вже зобов'язана захищати людей від порушень прав людини третіми сторонами на їх територіях. Отже, щоб додати будь-яку нову цінність, положення про виконання договорів повинні передбачати екстериторіальну юрисдикцію, яка, незважаючи на підтримку деяких договірних органів ООН з прав людини, вважається поведінкою держав неприйнятним засобом вирішення порушень прав людини. Держави, які не ратифікували основний документ ООН або МОП з прав людини, навряд чи підтримають чи забезпечать виконання договору, що накладає зобов'язання на закордонні операції своїх МНК. 